# Војска Русије у средњем веку
Војска Русије у средњем веку обухвата оружане снаге Кијевске Русије и руских кнежевина у периоду 9. до 15. века.

## Кијевска Русија (862—1169)

### Настанак феудализма у Русији
До краја 10. века почео је развој специфичних феудалних односа у Кијевској Русији. На челу државе је кнез, а главни ослонац његове владавине је дружина. Социјална основа државе је сеоска општина.

### Организација војске
Војска се састојала од старије и млађе дружине кнеза, дружина феудалаца (бољара) и градског и сеоског позива (ополчение). Војска је ојачавана најамницима, углавном суседним номадским племенима. Дружине су чиниле коњицу, а сеоски и градски позив пешадију.
Старију дружину сачињавали су највиђенији људи, који су у доба мира били нека врста кнежевог савета и утицали на управљање земљом, док су у рату били кнежева гарда. Млађа дружина старала се за непосредну безбедност кнеза; њу је кнез снабдевао оружјем, одећом, храном, с њом је делио плен.
Како је у Кијевској Русији процес феудализације био у зачетку, то главни део војске не чине вазални одреди, већ сеоски и градски позиви. Они су сакупљени у пукове (полк - народ), организоване по децималном систему. Више општина или град образовали су јединицу од хиљаду људи - тисућу, која се делила на сатније, а ове на десетине. Врховни заповедник војске био је кнез. У пошчетку су јединице бирале заповедника, касније је вође већих јединица (тисућа) одређивао кнез. Војске Кијевске Русије релативно су бројне: у великим походима помињу се десетине хиљада људи.

### Опрема
У наоружању су били копље, секира, нож, топуз и лук, док је дружина имала и мачеве. За заштиту се користила верижњача (код дружиника), шлем и дрвени штит. Највећи део оружја чуван је у кнежевим складиштима и дељен ратницима пред почетак похода.

### Стратегија и тактика
Војска се скупљала на зборном месту и организовано кретала у поход. У покрету је истурана претходница (стража) на коњима, која је обезбеђивала главнину и извиђала. Иза главнине кретала се комора. У зони дејстава, војска се окруживала колима, обавезно су истурани стражари и извидница. Борбени поредак састојао се из центра и крила. У ранијем периоду, у центру борбеног поретка биле су кнежевске дружине (коњица), а на крилима градски и сеоски позиви (пешадија). Касније, распоред је обрнут. Борба је обично почињала обасипањем противника стрелама из расутог строја; у борби прса у прса удар се најпре наносио копљима, а затим се борило мачем и секиром. Гоњење побеђеног противника најчешће није вршено, јер се славила победа. Градови су освајани изненадним нападима или опсадом и изгладњивањем бранилаца. Ради одбране од Половаца, утврђивани су градови и манастири, а до 14. века све грађевине биле су од дрвета.

## Период фрагментације (1169—1283)

### Подељена земља
Средином 12. века почиње распад Кијевске Русије на удеоне кнежевине. Почетком 13. века, Кијевска Русија се састојала од 64 кнежевине: јужне су биле потчињене великом кнезу у Кијеву, северне Великом кнезу у Владимиру-Суздаљском, а Велики Новгород био је полу-независна република. Подељене кнежевине непрестано су међусобно ратовале, а привлачиле су и нападе Половаца, Литванаца и Немаца споља.

### Малобројна војска
Војне снаге појединих кнежевина биле су мале, а број ратника може се грубо проценити на основу средњовековних хроника. У биткама, хронике поименце помињу само кнезове, а сваког кнеза пратио је мали одред тешко наоружаних дружиника на коњима, са оклопима и оружјем скандинавског типа. Ови одреди по правилу нису бројали више од неколико стотина људи. Примера ради, у Липицкој бици 1215. (Новгород против Владимир-Суздаља) било је 9.000 мртвих и 60 заробљеника. а коалиција 21 кнеза у бици на Калки (1223) окупила је 10.000-80.000 ратника. Кнез Александар Невски је 1242. окупио само 1.000 дружиника, 2.000 руских пешака и 2.000 најамника ( 1.400 Финаца и 600 номадских коњаника) из Новгорода и Черњигова за битку против Тевтонаца, тако да је разумно претпоставити да се војска просечног руског кнеза у 13. веку бројала пре у стотинама него у хиљадама ратника.

### Инвазија Монгола (1237—1240)
Први монголски напад (1237-1238) освојио је целу северну Русију од 16. децембра 1237. (опсада Рјазања) до 4. марта 1238. (битка на реци Сити): за само 3 месеца освојено је више од 20 руских градова, а опсаде су трајале од 4 дана (опсада Владимира) до 7 недеља (опсада Козељска). Други поход (1239-1240) освојио је југоисточну Русију падом Черњигова (1239) и Кијева (1240). Руска војска побеђена је свуда, а монголски губици били су незнатни. Број ратника на руској страни је несигуран. Једини одређени бројеви у хроникама су 1.700 ратника Еупатија Коловрата ("Прича о томе како је Батиј разорио Рјазањ"), и 3.000 ратника војводе Доржа (у боју на реци Сити).

## Монголски јарам и Велика кнежевина Москва (1283—1550)
У другој половини 14. века, под утицајем Монгола, кнежевску дружину заменили су феудални одреди бољара и зависних кнезова, састављени од племића, слободних земљопоседника (рус. Дети боярские, срп. Племићки синови) и њихових наоружаних слугу и робова (рус. Боевые холопы, срп. Робови ратници).
Са ширењем Велике кнежевине Москве, зависни кнезови постепено су губили своје земље и постајали слуге Великог кнеза, заједно са својим бојарима, ратницима и слугама. Тако је формирана нова класа племића (рус. Служилые люди «по отечеству», срп. Слуге по рођењу или наслеђу), која служи у замену за феудалне поседе (рус. Поместье).

### Феудална војска
Године 1482. организована је потпуно аристократска војска (рус. Поместное войско), за време Ивана Великог. Главнину ове војске чинили су племићи и "Бојарски синови" ("слуге по наслеђу"), а знатан део (25-50%) чинили су наоружани робови. Сваки земљопоседник био је дужан да опреми по једног коњаника (са коњем и оружјем) на сваких 100-200 четврти (0.5 хектара) земље, или на сваких 3-30 сељачких домаћинстава.

### Оружје и опрема
Сви ратници били су на коњима, а главно оружје од 15. до почетка 17. века био је татарски лук и стрела. Имућнији ратници имали су оклопе (верижњаче или од плочица), и шлемове монголског типа, док су сиромашнији племићи и робови носили само дебело постављене и прошивене капуте.